# Per Olof Berg
Per Olof Berg, född 17 juli 1946 i Strängnäs, är en svensk företagsekonom och senior professor .

## Biografi
Per Olof Berg avlade civilekonomexamen vid Lunds universitet 1970, disputerade för doktorsexamen i företagsekonomi 1979, och utnämndes till docent inom ämnet vid samma lärosäte 1986. Mellan 1971 och 1990  arbetade han vid Företagsekonomiska institutionen vid Lunds universitet. Han var verksam som gästprofessor vid INSEAD 1981–82, och blev 1990 utnämnd till professor i strategi vid Handelshögskolan i Köpenhamn. I Köpenhamn startade han 1991 forskningsfonden Scandinavian Academy of Management (SAMS) och blev 1995 chef för Department of Management Politics and Philosophy vid Handelshögskolan i Köpenhamn. Han lämnade detta uppdrag år 2000 när han rekryterades till Stockholm för att utveckla Stockholm School of Entrepreneurship. År 2005 blev han utnämnd till professor i marknadsföring vid Företagsekonomiska institutionen vid Stockholms universitet, där han 2009 blev ansvarig för den nystartade sektionen för marknadsföring. Han blev professor emeritus 2013, men återanställdes som seniorprofessor samma år. 
Per Olof Berg har också varit gästprofessor vid INSEAD och ISTUD, och gästforskare vid Stanford University, UCLA, University of Auckland Business School, University of Technology, Sydney, Università degli Studi di Siena samt Stellenbosch Business School. Han har också medverkat till etableringen av internationella forskningsnätverk, bland annat som ordförande i Standing Conference on Organization Symbolism (SCOS), och som styrelseledamot i European Academy of Management (EURAM).
Vid sidan av den akademiska verksamheten har han varit verksam som rådgivare åt företag, förvaltning och frivilliga organisationer, bland annat som strategikonsult och delägare i konsultföretaget Albatross 78 I Lund. Sedan 2021 är han preses i Måltidsakademien.  Han har suttit i ett flertal styrelser, bland annat tidningen  Arbetet i Malmö,  Studentlitteratur i Lund och Europaskolan i Strängnäs. 
År 1974 gifte Per Olof Berg sig med Margareta Brodén med vilken han har fyra barn. Han är sedan 1999 gift med professor Guje Sevón och bosatt i Strängnäs.